# Kováčovce
Kováčovce (hongrois : Szécsénykovácsi) est un village de Slovaquie situé dans la région de Banská Bystrica.

## Histoire
La première mention écrite du village date de 1295.
La localité fut annexée par la Hongrie après le premier arbitrage de Vienne le 2 novembre 1938. En 1938, on comptait 628 habitants dont 8 d'origine juive. Elle faisait partie du district de Balassagyarmat (hongrois : Balassagyarmati járás). Le nom de la localité avant la Seconde Guerre mondiale était Kováčovce/Ipoly-Kovácsi. Durant la période 1938 - 1945, le nom hongrois Szécsénykovácsi était d'usage. À la libération, la commune a été réintégrée dans la Tchécoslovaquie reconstituée.

## Démographie

### Évolution de la population
| Année:               | 1994. | 2004.   | 2014.   | 2024.    |
| -------------------- | ----- | ------- | ------- | -------- |
| Nombre de personnes: | 415   | 377     | 365     | 300      |
| Différence:          |       | -9,15 % | -3,18 % | -17,80 % |

| Année:               | 2023. | 2024.   |
| -------------------- | ----- | ------- |
| Nombre de personnes: | 301   | 300     |
| Différence:          |       | -0,33 % |